# Caverna de Pınargözü
La caverna de Pınargözü (en turco: Pınargözü Mağarası, literalmente ojo del agua), es una caverna ubicada a 18 kilómetros (11 millas) al oeste de la ciudad de Yenişarbademli en la provincia de Isparta, Turquía. Se considera la caverna más larga del país, aunque todavía no ha sido explorada en su totalidad, y se discute el grado exacto de su exploración.
La entrada se encuentra en las laderas del Monte Dedegöl, a una altitud de 1550 metros, en una zona boscosa del Parque Nacional Kızıldağ. Se reconoce fácilmente por el flujo de agua que sale continuamente de su entrada, denominado localmente Devre Su. Un viento constante de hasta 166 km/h (103 mph) sopla a través de la estrecha abertura de la caverna debido al efecto chimenea.
Desde su descubrimiento, los topógrafos han considerado a la caverna extremadamente difícil de explorar, debido a las numerosas cascadas, pasajes inundados y travesías internas. Como resultado, no está incluida en la lista de cavernas turcas abiertas al público y sólo se permite el acceso a los profesionales autorizados que dispongan del equipo de espeleología adecuado. Sin embargo, los alrededores de la caverna se han convertido en una atracción turística, por la belleza de los mismos.

## Exploración
La caverna fue descubierta en 1964 por el "padre de las cuevas" turco, Temuçin Aygen. Su breve incursión en la caverna con la Sociedad Espeleológica de Turquía fue detenida por un sumidero, o pasaje inundado, cerca de la entrada. Un equipo de espeleólogos franceses del Spéléo-club de París, trabajando con expertos locales, fue el primero en entrar en la caverna propiamente dicha. Los miembros del equipo J. L. Pintaux y Doniat pasaron por el sumidero en agosto de 1965 y fueron los primeros en explorar el interior de Pınargözü. En agosto de 1968, Claude Chabert y Michel Bakalowicz, del Spéléo-club de París, acompañados por Michael Clarke, de la Asociación Británica de Espeleología, fueron el segundo grupo en aventurarse más allá del sumidero de la entrada. Exploraron el interior aún más, documentando la primera cascada dentro de la cueva, antes de entregársela a un equipo inglés de la Sociedad Espeleológica de Chelsea que exploró aproximadamente 900 metros (3000 pies) de galerías hasta que se vieron obligados a detenerse en otro paso inundado a 80 metros (260 pies) por encima de la entrada. El equipo inglés regresó en agosto de 1969 y avanzó a unos 1600 metros antes de detenerse. Su exploración los llevó a 138 metros (453 pies) por encima de la entrada.
En agosto de 1970, el Club Alpino Francés, junto con Clarke, lograron seguir el río subterráneo 3220 metros (10560 pies) dentro de la caverna, alcanzando 190 metros (620 pies) sobre la entrada, donde fueron detenidos nuevamente por una cascada. Clarke regresó con el club nuevamente en agosto de 1971, esta vez con miembros de la Sociedad Espeleológica de Turquía. Este grupo siguió el río a través de galerías con fósiles antes de detenerse en un profundo pozo, a una profundidad de 248 metros. En este punto se habían documentado 4685 metros (15371 pies) de pasadizos en Pınargözü. En septiembre de 1975, el Red Rose Cave & Pothole Club descubrió y exploró un pasaje tributario al que llamaron el sumidero de afluencia. Un equipo de cinco personas de la Sociedad Espeleológica de la Universidad de Bristol entró en la caverna inmediatamente después de la partida del equipo de Red Rose. Este equipo hizo una zambullida libre en el sumidero de 7 metros (23 pies) al final de la cueva, pero no pudo avanzar más allá de una cascada de 18 metros (59 pies).
A mediados de la década de 1970, se había documentado que la caverna se encontraba a 248 metros (814 pies) por encima de la entrada y que era de aproximadamente 5275 metros (17306 pies) de largo. Más de cien cuevas individuales habían sido cartografiadas en su interior. En agosto de 1987, 1988 y 1989, un equipo de la Federación Francesa de Espeleología intentó ir más allá. En su último viaje en 1989, lograron escalar la cascada que había bloqueado al equipo de la Universidad de Bristol, alcanzando finalmente una altura de -661,5 m (-2.170 pies) sobre la entrada. Durante estas incursiones, se exploraron un total de 4 kilómetros (2,5 millas) de nuevos pasajes, y 2,4 kilómetros (1,5 millas) de nuevas galerías.
En 1992, un estudio afirmó que la cueva tenía una longitud de hasta 12 kilómetros (7 millas). En 2011, un equipo francés afirmó haber inspeccionado la cueva hasta una longitud de más de 16 kilómetros (10 millas).
En 2011, el gobierno turco lanzó un proyecto titulado "Kızıldağ Milli Parkı Mağaralarının Araştırılması Projesi" (en español: Investigación de las cuevas del Parque Nacional de  Kızıldağ), cuyo objetivo era catalogar e investigar las cavernas dentro del parque, en particular a Pınargözü. Inicialmente, el proyecto estaba previsto hasta 2014, pero debido a la extrema dificultad de explorar la cueva, el equipo de doce miembros todavía se encontraba realizando la preparación en 2015. En agosto de ese año, el director del proyecto, Selim Erdogan, declaró que la estimación del equipo francés de 16 kilómetros (10 millas) no había sido comprobada debidamente. Su equipo había logrado avanzar 10,5 kilómetros (6,5 millas) dentro de la caverna. La extensión completa de Pınargözü  todavía no ha sido probada.

### Geología

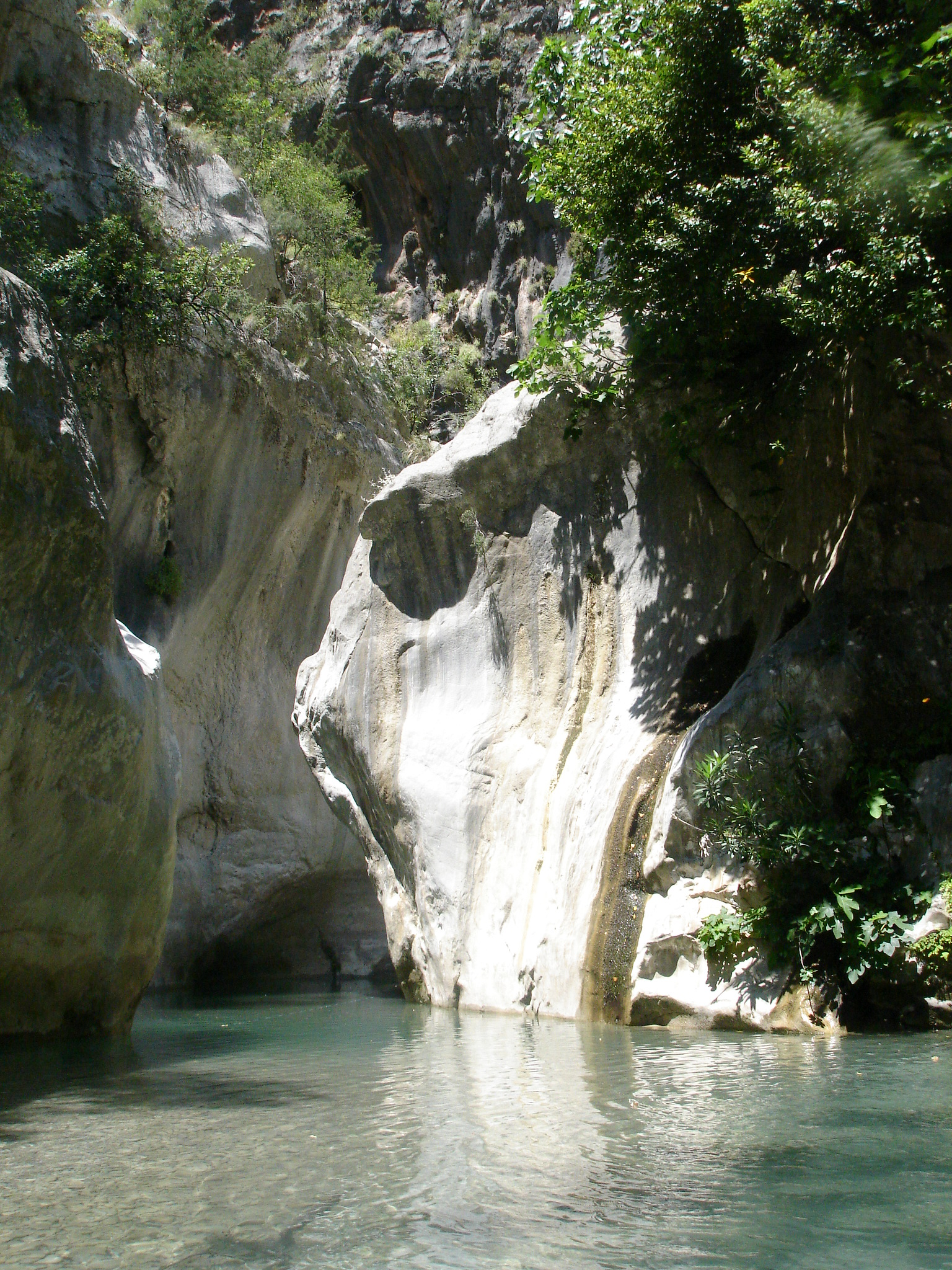
La caverna de Pınargözü se encuentra ubicada en la provincia de Isparta, una zona rica en accidentes geográficos. En la imagen se muestra el cañón de Köprülü, otro accidente geográfico popular de la región.

La caverna de Pınargözü está situada en una región cárstica de los montes occidentales de Tauro, que abarca casi 40000 kilómetros cuadrados. El relieve kárstico en esa región está conformado por piedra caliza del período Triásico. Debido a la extrema porosidad de la piedra caliza, es altamente susceptible a la erosión; las áreas cársticas típicamente tienen un gran número de cuevas y cámaras, y la caverna de Pınargözü no es la excepción. Las estimaciones sobre el número de cuevas en la zona varían ampliamente. El Proyecto de Asentamientos Arqueológicos de Turquía (TAY) estima que hay algo más de 2400 cuevas en la zona, mientras que el Ministerio de Cultura y Turismo de Turquía afirma que puede haber más de 20000. Pınargözü está dispuesta en gran parte en horizontal, con numerosas chimeneas verticales y cascadas entre galerías y pasadizos horizontales. En total, la caverna se eleva a una altura de aproximadamente 720 metros (2360 pies) por encima de su entrada de 0,5 metros de ancho, situada a 1550 metros (5.090 pies) de altitud en las laderas del Monte Dedegöl.

### Hidrología
La caverna de Pınargözü se mantiene activa, lo que significa que el agua fluye dentro de ella. Se considera una caverna de desagüe, ya que el agua sale de la boca de la misma desde un manantial en su interior. La fuente del manantial aún no ha sido localizada, aunque hay campos de nieve semipermanentes y un gran lago glacial en el suelo sobre la caverna.
Pınargözü contiene una serie de características acuáticas que la hacen extremadamente difícil de explorar, tales como grandes cascadas, estanques, pozas de goteo, sumideros y sifones. El caudal fluctúa con la estación, de más de 700 litros por segundo durante la mayor parte del año a aproximadamente 500-600 litros por segundo durante la estación estival de flujo más lento. Por eso, el verano es la única época en la que es posible explorar la cueva. La temperatura del agua es de 4-5 °C (39-41 °F) durante todo el año, lo que significa que los buceadores deben usar ropa protectora gruesa cuando exploran las áreas inundadas de la caverna. La temperatura del aire en la mayoría del sistema de cuevas es de 5 °C (41 °F).

### Viento
El viento que emana de la boca de la cueva se ha medido desde 100 kilómetros por hora (62 mph) hasta más de 160 km/h (99 mph). A modo de comparación, la escala de fuerza del viento de Beaufort clasifica cualquier viento superior a 89 km/h como un vendaval completo, y cualquier viento superior a 118 km/h como un viento de fuerza huracanada. Este viento se crea como resultado del efecto chimenea, donde las diferencias de temperatura entre las aberturas en altitudes más altas y más bajas dan lugar a fuertes ráfagas de viento que provienen de la entrada más baja.